# 溫特沃思 (澳大利亞國會選區)
溫特沃思選區是澳大利亞新南威爾斯州的下議院選區，位於州府悉尼市中心的東部。選區面積30平方公里，位於悉尼港以南，塔斯曼海以西，金斯福德·史密斯選區以北。這兩個選區把蘭域市一分為二。選區以西是悉尼選區。
選區始於1900年，是聯邦成立時的七十五個原始選區之一。選區名紀念威廉·查爾斯·溫特沃思，穿越藍山的三名探險家之一。也是工黨在新州從未能攻下的兩個原始選區之一，2004至2018年的當區議員是自由黨的麥肯·騰博，他於2015-18年間兼任總理。